# Per-Ove Bäckström
Per-Ove Bäckström, född 1937, är en svensk skogsvetenskaplig forskare, dekanus och professor emeritus.
Bäckström disputerade 1978 vid Sveriges lantbruksuniversitet (SLU) och avlade skoglig doktorsexamen. Han blev senare professor vid samma lärosäte. Han är ledamot av Skogs- och Lantbruksakademien sedan 1981 och ledamot av Ingenjörsvetenskapsakademien sedan 1987.